# Alejandro de Trales
Alejandro de Trales en Lidia (griego antiguo: Ἀλέξανδρος ὁ Τραλλιανός; latín: Alexander Trallianus, c. 525-c. 605) fue uno de los más eminentes de los antiguos médicos. Su fecha puede con seguridad ponerse en el siglo sexto, porque él menciona a Aecio de Amida, quien probablemente no escribió hasta el final del quinto o principios del siglo sexto, y él mismo es citado por Pablo de Egina, quien se supone que vivió en el siglo séptimo; además de lo cual, se le menciona como un contemporáneo de Agatías, quien se dedicó a escribir su historia en el principio del reinado de Justino II, alrededor de 565.

## Vida
Alejandro tuvo la ventaja de haber sido criado con su padre Esteban, que era médico, y también bajo otra persona, cuyo nombre no se menciona, pero a cuyo hijo Cosme dedica su obra principal, a quien escribió en agradecimiento. Él era un hombre de una extensa práctica, de una muy larga experiencia y de gran reputación, no sólo en Roma, sino allí donde viajó por España, Galia e Italia, de donde fue llamado por vía de eminencia "Alejandro el Médico ". Agatías habla también con grandes elogios de sus cuatro hermanos, Antemio, Dióscoro, Metrodoro y Olimpio, que eran todos eminentes en sus diversas profesiones. Alejandro no es un mero compilador, como Aecio de Amida, Oribasio, y otros, sino que es un autor con un sello diferente, y tiene más el aire de un escritor original. Escribió su gran obra en la vejez extrema, de los resultados de su propia experiencia, cuando ya no podía soportar la fatiga de la práctica. Su estilo era, según los estudiosos, como John Freind, muy bueno, breve, claro, y (para usar la propia expresión de Alejandro) que consiste en expresiones comunes, y, aunque no siempre perfectamente elegante, pero muy expresivo e inteligible.
El erudito alemán Johann Albert Fabricius considera que Alejandro había pertenecido a la escuela de los Methodici, pero en opinión de Freind esto no se demostró de manera suficiente por el texto existente.
Tal vez el arte más curioso de su práctica parece ser su creencia en encantamientos y amuletos. Por ejemplo, su propuesta para el tratamiento de la fiebre intermitente: "Recoja hojas de oliva antes de la salida del sol, escriba en ella con tinta común κα ροι α y cuélguelo alrededor del cuello ". Para exorcizar la gota, dice, " Te conjuro por el gran nombre Ἰαὼ Σαβαὼθ "(Iao Sabaoth), y un poco más adelante: "Te conjuro con los santos nombres Ἰαὼ, Σαβαὼθ, Ἀδοναὶ, Ἐλωί "(Iao, Sabaoth, Adonai, Eloi), de la que parecería haber sido ya sea un judío o un cristiano, aunque a partir de su prescripción frecuente de carne de cerdo, es más probable que él era cristiano.

## Obras
Su obra principal, titulado Doce libros de medicina, apareció por primera vez en una antigua traducción imperfecta en latín, con el título Alexandri Yatros Practica, que fue varias veces impresa. Fue editado por primera vez en griego por Jac. Goupylus ( París 1548, fol.), una bella y escasa edición, que contiene también Rhazae de Pestilentia Libellus ex Syrorum Lingua in Graecam Translatus.
La otra obra de Alejandro que aún se conserva es un breve tratado, Περὶ Ἑλμίνθων, De Lumbricis, que fue publicado por primera vez en griego y en latín por Jerónimo Mercurialis (Venica 1570, 4.º ). Alejandro también parece haber escrito varias otras obras médicas que están ahora perdidas. También se le atribuye el descubrimiento de que la depresión (melancolía) puede conducir a tendencias homicidas y suicidas (Dianne Hales R. Depresión). Expresa su intención de escribir un libro sobre las fracturas, y también sobre las heridas de la cabeza. Un tratado sobre la orina de su autoría es aludida por Joannes Actuarius,] y él mismo menciona un trabajo suyo sobre Enfermedades de los Ojos, que fue traducido al árabe. El otro tratado médico sobre la pleuresía, que se dice que ha sido también traducida al árabe, probablemente era sólo el sexto libro de su gran obra, que está completamente dedicado a la consideración de esta enfermedad. Otras dos obras de medicina que a veces se atribuyen a Alejandro de Trales (a saber, una colección de problemas médicos y físicos, y un tratado sobre fiebres) también podrían ser atribuidos a Alejandro de Afrodisia.